# ジョアン・フェルナンデス・ラヴラドール
ジョアン・フェルナンデス・ラヴラドール（João Fernandes Lavrador, IPA: [ʒuˈɐ̃ũ fɨɾˈnɐ̃ðɨʃ lɐvɾɐˈðoɾ], 1453年 - 1501年頃）は、15世紀末に活躍したポルトガルの航海者・探検家。ラブラドル半島など北アメリカ東海岸やグリーンランドを探検したが、行方不明となった。本名はジョアン・フェルナンデスであり、「ラヴラドール」は新土地発見の功績により認められた称号である（15世紀半ばに活躍した同名のポルトガルの探検家ジョアン・フェルナンデスとの混同に注意）。

## 新土地探検の功績
新大陸が発見されトルデシリャス条約が締結された後の1498年、フェルナンデスは、ポルトガル王マヌエル1世から、トルデシリャス条約によって西経46度37分で区切られた大西洋のうち、ポルトガルに属する東側の海域を探検する権利の特許を与えられた。
フェルナンデスはペロ・デ・バルセロス（Pêro de Barcelos）とともに北米大陸に向けて航海し、グリーンランド南西部および北米北東部の海図を作成し、1498年ごろにはヨーロッパに紹介している。彼が紹介した北米の地域は現在のラブラドル半島あたりと考えられている。彼は発見した土地を所有する権利を与えられたため、ラヴラドール（lavrador、ポルトガル語で地主、小農民、耕す人）の称号を使うことを許された。現在までも、彼もラヴラドールの名で知られている。このため、グリーンランドと北米沿岸の二つの地域がそれぞれ彼の称号にならい、「ラブラドール島」「ラブラドールの大地」と名づけられるようになったと思われる。16世紀初期の地図には、グリーンランドを「Terra de Labrador（テラ・デ・ラブラドール）」としたものがあるほか（The Hamy King map of 1503）、別の地図ではグリーンランド西方に「Terra Laurador（テラ・ラウラドール）」「Terra Laboratoris（テラ・ラボラトリス）」という名の陸塊が見える。
フェルナンデスはグリーンランドへの航海から帰りイギリスのブリストルに着くと、イングランド王ヘンリー7世から特許を受け取り、1501年にはイングランドの名の下に新土地発見の航海へと出た。だがその後の消息は不明である。